# Child-Pughova lestvica
Stopnja po Child-Pughu (tudi stopnja po Child-Turcotte-Pughu; CTP) je točkovalni model razvrščanja bolnikov z jetrno cirozo v stopnjo (A, B ali C) glede na hudost prizadetosti. Pri določanju stopnje po Child-Pughu se upošteva pet bolnikovih paramentrov, povezanih z delovanjem jeter: raven skupnega bilirubina v krvi, raven serumskega albumina, protrombinski čas oziroma internacionalno normalizirano razmerje ter prisotnost ascitesa in jetrne encefalopatije. Pri tem raven serumskega albumina in protrombinski čas kažeta na sintezno delovanje jeter, raven skupnega bilirubina pa na eliminacijsko funcijo.
Child-Pughov (CTP) točkovnik dobro korelira s pojavnostjo pooperativnih zapletov pri bolnikih z jetrno cirozo, kadar ne gre za posege na jetrih in presaditev jeter. Glavni pomanjkljivosti CTP-točkovnika sta subjektivni oceni hepatične encefalopatije ter ocena prisotnosti ascitesa.

## Zgodovina
Child–Pughovo lestvico sta Child in Turcotte leta 1964 sprva predlagala kot prognostično orodje za ocenjevanje tveganja kirurška posega portosistemskega obvoda pri krvavitvi iz varic. Prvotna različica točkovnika je zajemala oceno naslednjih petih parametrov: ascites, jetrna encefalopatija, prehrambeni status, skupni bilirubin in albumin. Leta 1973 je lestvico prilagodil Pugh s sodelavci ter dodal med ocenjevane parametre protrombinski čas oziroma INR ter odstranil prehrambeni status. Child-Pughova lestvica se je uveljavila za določanje stopnje jetrne okvare v klinični praksi.

## Točkovanje
Pri določanju stopnje po Child-Pughu se upošteva točkovanje petih kliničnih parametrov, ki kažejo delovanje jeter. Vsak od parametrov se točkuje z ocenami od 1 do 3, pri čemer ocena 3 kaže najhujšo stopnjo odstopanja.
| Parameter                         | 1 točka    | 2 točki                         | 3 točki                                    |
| --------------------------------- | ---------- | ------------------------------- | ------------------------------------------ |
| Skupni bilirubin*, μmol/L (mg/dL) | < 34 (< 2) | 34–50 (2–3)                     | > 50 (> 3)                                 |
| Serumski albumin, g/dL            | > 3,5      | 2,8–3,5                         | < 2,8                                      |
| INR**                             | < 1,7      | 1,7-2,2                         | > 2,2                                      |
| Ascites                           | brez       | blag (ali odziven na diuretike) | zmeren do hud (ali neodziven na diuretike) |
| Jetrna encefalopatija             | ne         | stopnje I–II                    | stopnje III–IV                             |

* Pri točkovanju jetrne odpovedi pri bolnikih s primarnim sklerozirajočim holangitisom (PSC) ali primarnim biliarnih holangitisom (PBC) nekateri uporabljajo prilagojeno Child-Pughovo lestvico s spremenjenimi mejnimi vrednostmi za celokupni bilirubin, upoštevaje dejstvo, da sta to bolezni z značilno visokimi ravnmi konjugiranega bilirubina. Zgornja meja za 1 točko je tako 68 μmol/L (4 mg/dL) in za 2 točki 170 μmol/L (10 mg/dL).
**Namesto INR se lahko upošteva podaljšanje protrombinskega časa (v sekundah): 1 točka – < 4,0; 2 točki – 4,0–6,0; 3 točke – > 6,0.
Glede na seštevek točk se bolniku določi stopnja po Child-Pughu, ki je lahko A (blaga jetrna odpoved), B (zmerna jetrna odpoved) ali C (huda jetrna odpoved). Stopnja jetrne odpovedi je povezana tudi z verjetnostjo bolnikovega enoletnega ali dvoletnega preživetja:
| Seštevek točk | Stopnja po Child-Pughu | Enoletno preživetje | Dvoletno preživetje |
| ------------- | ---------------------- | ------------------- | ------------------- |
| 5–6           | A                      | 100 %               | 85 %                |
| 7–9           | B                      | 80 %                | 60 %                |
| 10–15         | C                      | 45 %                | 35 %                |